# جائزة الروح المستقلة لأفضل ممثلة رئيسية
جائزة الروح المستقلة لأفضل ممثلة رئيسية، هي حلئزة تُمنح سنويًا لتكريم الممثلة التي قدمت أداءً مميزًا في دور رئيسي بفيلم مستقل. قدمت الجائزة لأول مرة في عام 1985، حيث كانت جيرالدين بيج أول من حصلت عليها عن دورها كـ كاري واتس في فيلم "رحلة إلى باونتيفول". وآخر مرة تم تقديم الجائزة كانت في عام 2022، حيث كانت تايلور بيج هي آخر من نالت الجائزة عن دورها في فيلم "زولا".
في عام 2022، تم الإعلان عن إلغاء فئات التمثيل الأربع واستبدالها بفئتين محايدتين من حيث الجنس، حيث تم دمج فئتي أفضل ممثل رئيسي وأفضل ممثلة رئيسية في فئة واحدة تحت مسمى "أفضل أداء رئيسي".
تُعد فرانسيس ماكدورماند وجوليان مور الأكثر فوزًا بالجائزة، إذ فازت كل منهما مرتين، بينما تعتبر ميشيل ويليامز الأكثر ترشيحًا في هذه الفئة بأربعة ترشيحات.